# William Hiley Bathurst
William Hiley Bathurst (28 août 1796 - 25 novembre 1877) est un pasteur et hymniste anglican. 

## Biographie
William Hiley Bathurst est le plus jeune fils de l'homme politique britannique Charles Bathurst. Il est né à Cleve Dale, Mangotsfield, près de Bristol, le 28 août 1796. Sa mère était Charlotte Addington et sa grand-mère maternelle s'appelait Hiley, d'où son deuxième prénom. Il épousa Mary Anne Rhodes en septembre 1829  et eut 4 enfants. 
Il fit ses études à Winchester puis au collège de Christ Church, à l'université d'Oxford, où il obtint son diplôme de BA en 1818. En 1819, il fut ordonné diacre et l'année suivante, il fut ordonné prêtre. En 1820, son parent Henry Bathurst (3e comte Bathurst) le présenta à la paroisse de Barwick-in-Elmet, dans le Yorkshire, où il demeura recteur pendant trente-deux ans. En 1852, il démissionna de cette charge à la suite de scrupules de conscience par rapport à certaines parties du service de baptême et d'inhumation du Livre de la prière commune. 
Lors de sa retraite, il vécut d'abord à Darley Dale, près de Matlock, dans le Derbyshire, où il se consacra pendant onze ans à des activités littéraires. En mai 1863, il entra en possession du domaine de son père après que son frère aîné fut décédé sans héritier. Peu après, il s'installe au parc Lydney où il meurt le 25 novembre 1877. 
Sa tombe se trouve au cimetière Lafayette à la Nouvelle-Orléans. 
Durant ses premières années de ministère, William Bathurst composa des cantiques et versifia une grande partie des psaumes. Ceux-ci ont été publiés en 1830 dans un petit volume intitulé "Psaumes et hymnes à usage public et privé". Tous les psaumes sauf 18 et les 206 hymnes de ce volume sont de sa composition. Il a également écrit : 

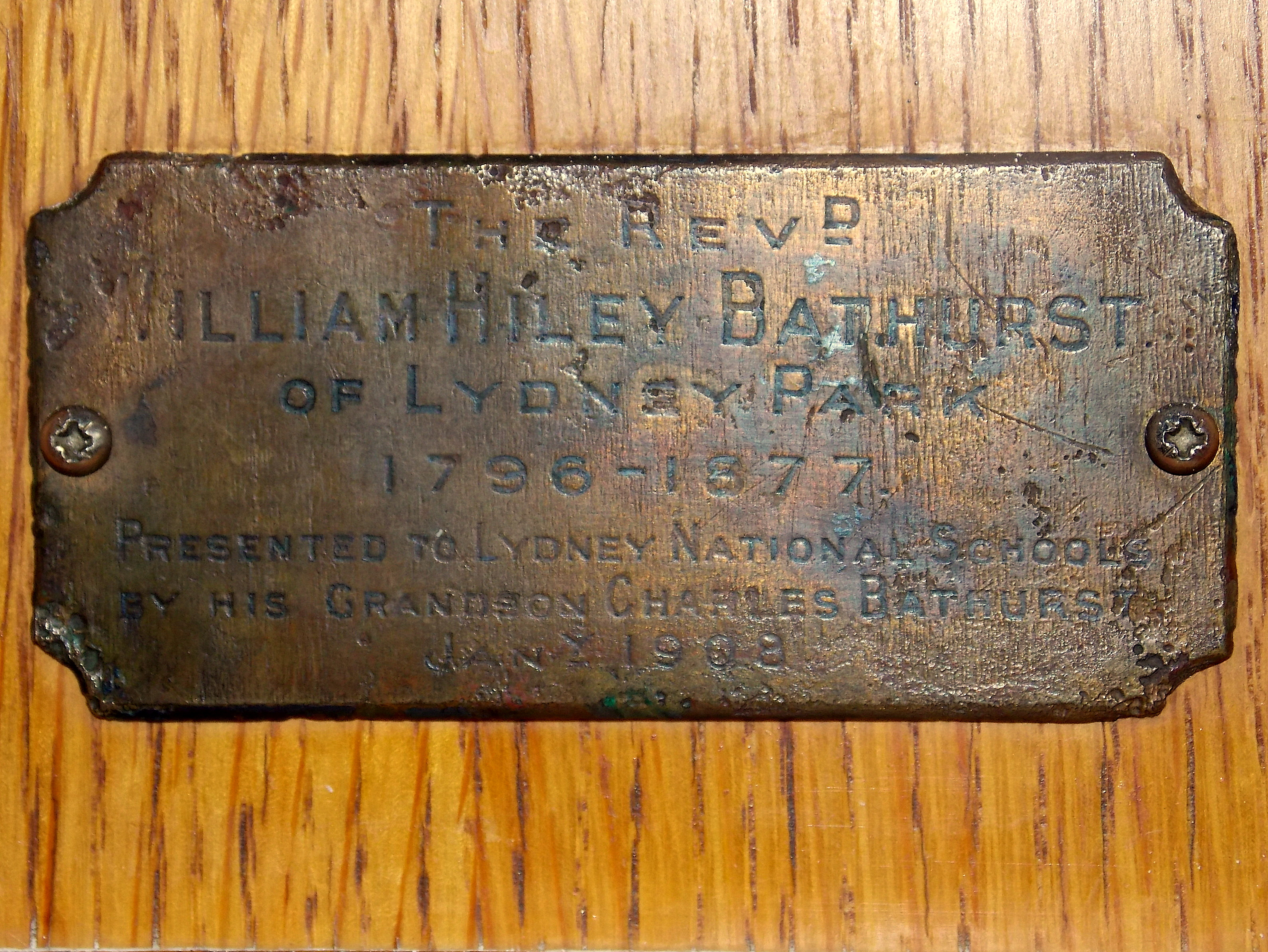
Petite plaque commémorant William Hiley Bathurst

- Les Géorgiques de Virgile : traduits par WH B, 1849
- Réflexions métriques; ou pensées sur des sujets sacrés dans le verset, 1849